# Yūsuke Naora
Yūsuke Naora (jap. 直良有祐 Naora Yūsuke) – japoński dyrektor artystyczny pracujący dla Square Enix. Pracował nad grami z serii Final Fantasy oraz Chrono Trigger. Pracował również jako producent przy Code Age.